# Puhatu
Puhatu es una aldea del municipio de Alutaguse, en condado de Ida-Viru, Estonia. Tiene una población estimada, en 2021, de 13 habitantes.
Está ubicada al sureste del condado, cerca de la costa septentrional del lago Peipus y del río Narva, que separa a Estonia de Rusia.